# Besim Korkut
Besim ef. Korkut (Sarajevo, 25. jun 1904 — Sarajevo, 2. novembar 1975) bio je bosanskohercegovački književnik, teolog i islamski učenjak. Autor je najpopularnijeg prevoda Kurana na bošnjački jezik.

## Biografija
Besim Korkut je rođen 25. juna 1904. godine u Sarajevu. Ruždiju je pohađao u Travniku, a Okružnu medresu u Sarajevu. Od 1920. do 1925. godine učio je u Šerijatskoj sudijskoj školi i kada je završio 1925. godine odlazi u Kairo te nastavlja studije na El Azharu. Diplomirao je 1931. godine i po povratku u Sarajevo postavljen je iste godine za nastavnika u Šerijatskoj sudijskoj skoli. U ovoj školi predavao je arapski jezik, stilistiku, šerijatsko pravo, akaid i istoriju islama. Kao nastavnik Šerijatske sudijske škole predavao je jedno vrijeme i vjeronauku u I Muškoj gimnaziji u Sarajevu. Kada je otvorena Viša islamska šerijatsko-teološka škola u Sarajevu, a Šerijatska sudijska prestala sa radom (jun 1937) Korkut je premješten u Šerijatsku gimnaziju i odmah dodijeljen na rad u gimnaziju u Mostaru za profesora-vjeroučitelja. U Mostaru ostaje do 1940. godine, kada se ponovo vraća u Sarajevo na Šerijatsku gimnaziju, gdje ostaje do kraja 1944. godine. U isto vrijeme je honorarno predavao istoriju islama u Višoj islamskoj šerijatsko-teološkoj školi. Poslije oslobođenja 1945. godine radi u Ministarstvu prosvjete Narodne vlade Bosne i Hercegovine i Komitetu za visoko školstvo i naučne ustanove (od 1947 do 1950). Uskoro po osnivanju Orijentalnog instituta Korkut prelazi na rad u Institut i tu ostaje do odlaska u penziju (1. mart 1969). Penzionisan je u svojstvu naučnog saradnika ovog Instituta. Jedno vrijeme predavo je honorarno na Katedri za orijentalistiku Filozofskog fakulteta u Sarajevu. Isticao se kao pristupačan i stručan predavač i pedagog.
Kada je Ulema-medžlis u Sarajevu 1934. godine raspisao konkurs za izradu vjeronaučnih udžbenika u srednjim školama, Korkut je izradio udžbenik za VII razred iz područja istorije islama. Vakufska direkcija u Sarajevu ga je štampala 1935. godine pod naslovom Istorija islama. Iz istog područja je i njegov Kratak pregled povijesti islama (Sarajevo, 1935; izašao kao 17 svezak Gajretove biblioteke).
Kada je 1937. godine prestala raditi Šerijatska sudijska škola, on je u toj školi i njenom značaju u životu bosanskohercegovačkih muslimana napisao članak pod naslovom: Pedesetogodišnjica i likvidacija Šerijatske sudačke škole u Sarajevu (Kalendar Gajret za 1938. godinu). Kao student El Azhara naapisao je članak o ovom poznatom islamskom univerzitetu (Gajret, 1931, br. 14—15). Godine 1952. Izdavačko preduzeće „Svjetlost” štampalo je Gramatiku arapskog jezika za I i II razred klasičnih gimnazija (str. 223+1), koju je napisao Korkut. Ovaj udžbenik se pokazao praktičnim, ali svejedno nikada nije štampan i drugi dio, priređen za III i IV razred gimnazija. Po dolasku u Orijentalni institut, Korkutu se pružila prava prava prilika za naučni i prevodilački rad. Rezultat njegovog naučnog rada su tri knjige dokumenata iz Državnog arhiva u Dubrovniku, koje je preveo i za štampu pripremio Korkut a Orijentalni institut izdao pod naslovom: Arapski dokumenti u Državnom arhivu u Dubrovniku (Knjiga I, 1960, str. 85+XXVII; knj. II, 1961, str. 88—186+XXVIII—XLI; knj. III, 1969, str. 60). Ovim radom Korkut se istakao kao poznavalac finesa arapskog jezika i spretan prevodilac. U ovu grupu idu i njegovi radovi Da li se Zadrani spominju u Hiljadu i jednoj noći i Zadrani se zaista ne spominju u Hiljadu i jednoj noći (Prilozi za orijentalnu filologiju, sv. VIII—IX i X—XI), gdje je Korkut odgovarao na naučne stavove prof. Fehima Bajraktarevića. Korkut je u velikoj mjeri prevodio sa arapskog jezika, naročito iz arapske lijepe književnosti, u čemu mu je značilo odlično poznavanje maternjeg jezika — posebno narodnog govora i njegove frazeologiju. Izdavačko preduzeće „Svjetlost” izdalo je Arapske šaljive pripovjetke i basne (Sarajevo, 1956, str. 122) i Indijske basne (Sarajevo, 1956. str. 93+3), koje je preveo i za štampu priredio Besim Korkut. Izdavačko preduzeće „Dečja knjiga” u Beogradu, u biblioteci Kolibri, izdalo je osam knjiga iz Hiljadu i jedne noći, koje je sa arapskog preveo Korkut.
Osim izdavačkog preduzeća „Svjetlost” još nekoliko njih, kao što su „Novo pokoljenje”, „Veselin Masleša” ili „Džepna knjiga”, izdavali su četiri knjige iz ciklusa Hiljadu i jedna noć, sve u prevodu Korkuta. Indijske pripovijetke Kalila i Dimna izašle su u stručno obrađenom prevodu Korkuta („Svjetlost”, Sarajevo, 1953, str. 198).
Kao kruna naučnog i prevodilačkog rada Besima Korkuta našao se svakako njegov kompletan prevod Kurana na bošnjački jezik (pod dezignacijom prevoda na bosanski jezik, 1977), na kome je on radio više od jedne decenije.

## Djela
- prevod Kurana na bošnjački jezik, 1977[2]

## Spoljašnje veze
- Prevod Kurana na bošnjački — Besim Korkut na sajtu  (jezik: bošnjački)
- O Korkutu (+ njegov prevod Kurana na bošnjački navigacijom kroz karticu ’SADRŽAJ’) na sajtu  (jezik: bošnjački)
- Prevod Kurana na bošnjački — Besim Korkut na sajtu  (jezik: bošnjački)